# Bergblattwespe

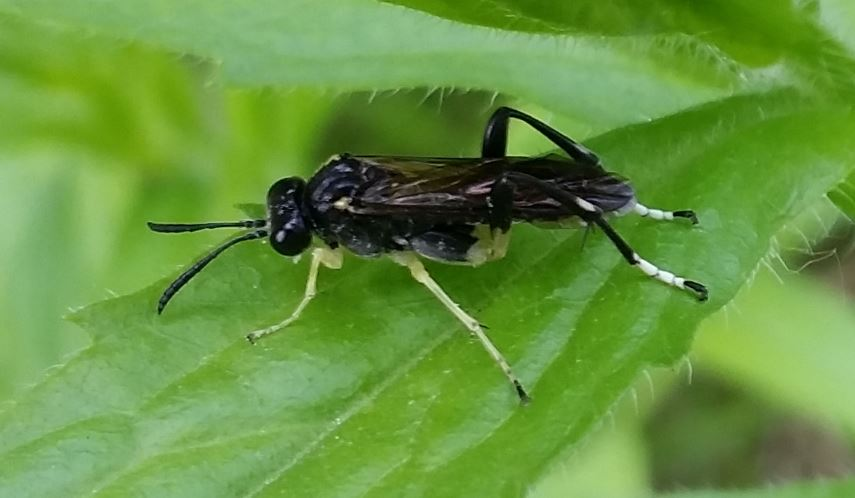
Bergblattwespe (Macrophya montana), Männchen

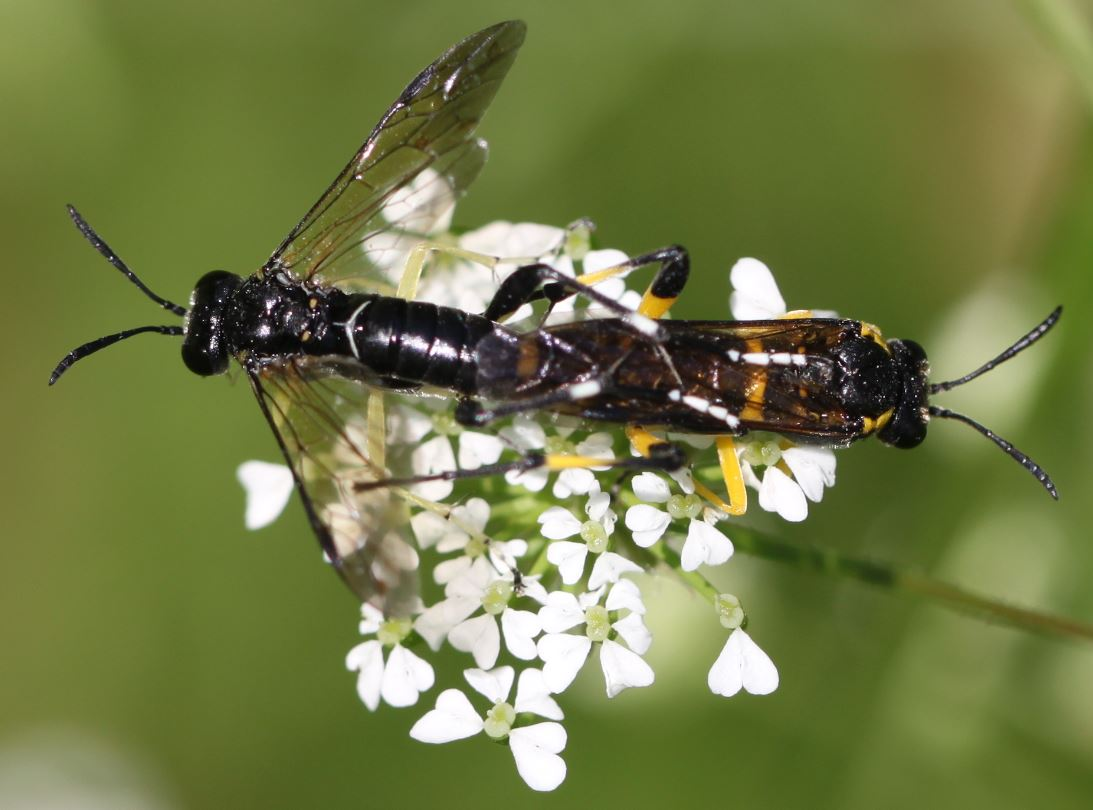
Paarung

Die Bergblattwespe (Macrophya montana) ist eine Pflanzenwespe aus der Familie der Echten Blattwespen (Tenthredinidae). 

## Merkmale
Die Art erreicht eine Körperlänge von 9 bis 11 Millimeter. Das Weibchen ist schwarz und gelb gezeichnet. Der Kopf ist schwarz mit gelbem Clypeus und Labrum. Am Hinterleib ist das erste Tergit ganz gelb, das fünfte und sechste tragen breite, in der Mitte schwarz unterbrochene gelbe Binden. Am siebten, manchmal auch am vierten, sitzen seitlich kleine gelbe Flecken. Auch das neunte ist oben gelb gezeichnet. Beim Männchen ist der gesamte Hinterleib in der Regel schwarz, manchmal mit schmalen blassen Bändern an den Seiten der Tergite. Die Beine sind beim Weibchen überwiegend gelb mit schwarzen Markierungen, beim Männchen sind die ersten beiden Beinpaare blassgelb, die Hinterbeine überwiegend schwarz, die Spitzen der Tibien und einige Tarsen jedoch weiß. Die ähnliche Macrophya rufipes kann an der roten Zeichnung am Hinterschenkel (Femur) und am rötlichen Flügelmal (Pterostigma) unterschieden werden (bei montana ist es schwarz).
Bei beiden Geschlechtern, aber stärker bei den Männchen, konvergieren die Vorderränder der Komplexaugen. Ihre Ränder sind nicht weiter als die Breite des Clypeus voneinander entfernt.

## Ökologie und Lebensweise
Die Larve entwickelt sich auf den Blättern von Arten der Gattung Rubus (Brombeeren und Himbeeren). Besonders oft wird Rubus caesius als Nährpflanze genannt. Angaben auch von krautigen Rosaceen gelten als unglaubwürdig. Die Imagines sitzen oft auf Doldenblüten. Imagines fliegen im Sommer (Mai bis Juli).
Die Art ist in Süd- und Mitteleuropa verbreitet und meist häufig, sie kommt auch in Nordafrika, der Türkei und im Iran vor. Funde liegen nördlich bis Schottland, einzeln sogar bis zu den Orkney-Inseln vor.